# Évêché titulaire de Lamsorti
Lamsorti (Lamsorta) est un siège titulaire très probablement situé à l'emplacement actuel de Henchir-Mâfouna en Algérie, près de Lamasba. On y trouve notamment, d'après l'ouvrage Aquae Romanae, recherches d'hydraulique romaine dans l'est Algérien de Jean-Gilbert Birebent, les ruines d'un aqueduc romain.